# Paleobarattolo
sono stato chiuso in un barattolo
per vent'anni e trentamila secoli...»
(dal testo del brano)
Paleobarattolo è una canzone di Renato Zero pubblicata nel 1973 dalla RCA Italiana nel primo vero album di Zero No! Mamma, no!.
Nel 1995, in onore ai suoi primi 30 anni di carriera, Zero ha reinciso il brano in una versione notevolmente diversa e inserita come traccia di apertura dell'album Sulle tracce dell'imperfetto.

## Le due versioni

### La versione del 1973: quella originale
Nel 1973 Paleobarattolo viene pubblicato come brano d'apertura nell'album No! Mamma, no!.
Il testo fu scritto da Angelo Filustrucchi, la musica da Renato Zero. 
Il brano si apre con la voce di Renato che canta, senza alcun accompagnamento strumentale:
sono stato chiuso in un barattolo,
per vent'anni e trentamila secoli
di qua,di là,di qua,di là!!!»
Poi comincia la canzone "vera e propria", dove Renato Zero viene accompagnato, inizialmente, solo dalle note di una chitarra e, successivamente, dal suono della chitarra, del pianoforte e i piatti della batteria e, in determinate parti del brano, anche da un flauto.
Il brano si chiude alla stessa maniera in cui è stato introdotto: con la sola voce di Renato Zero che ripete il ritornello.
La versione dell'album No! Mamma, no! comincia con il parlato del giornalista Eddie Ponti, mentre la versione senza il parlato e gli applausi live appare in alcune raccolte del cantante tra cui Incontro con Renato Zero e Zero 70. 

### La versione del 1995: il medley
Nel 1995, Paleobarattolo viene ripubblicato in una versione molto più estesa dell'originale.
Il brano si apre con l'accompagnamento di alcuni strumenti e dalla voce di Renato che ripete il ritornello.
Durante l'esecuzione del brano è notevolmente visibile la differenza tra la versione originale e quest'ultima: l'accompagnamento strumentale è più marcato rispetto all'originale versione; una notevole differenza è la voce di Renato Zero che, cambiata nel corso dei decenni, dà un nuovo ritmo alla canzone.
Mentre Renato canta gli ultimi versi della canzone si sente l'introduzione strumentale di quattro brani dei più famosi e amati dai fans di Renato Zero, cioè : La favola mia, Il carrozzone, Amico e Il cielo.
Dopo questa sorta di medley strumentale, Renato canta, accompagnato da una chitarra (diversamente dalla versione originale), il ritornello del brano.
Una versione breve (2 minuti e 3 secondi) è stata inclusa nella raccolta Puro spirito.